# La Unión (parroquia de Chordeleg)
La Unión es una localidad y parroquia en el Cantón Chordeleg, Provincia de Azuay, Ecuador. La parroquia tiene una superficie de 14,24 km² y según el censo ecuatoriano de 2001 tenía una población total de 1.896 habitantes.
La Parroquia fue fundada el 27 de julio de 1994.

## Ubicación
La Parroquia La Unión está ubicada en el este de la provincia de Azuay en el flanco oeste de la Cordillera Real.  El pueblo de La Unión se encuentra a una altitud de 2570 m s. n. m., a 1,5 km al este de la capital cantonal Chordeleg.
La Parroquia La Unión limita al este con la Parroquia Remigio Crespo Toral (Cantón de Gualaceo), al sur con la Parroquia San Martín de Puzhío y al oeste con la Parroquia Chordeleg.